# Taquilita
La taquilita es una roca volcánica compuesta de vidrio de bajo contenido de sílice. Las taquilitas suelen ser de color café, verde o negro y sólo se forman en condiciones de enfriamiento rápido. Las taquilitas son raras si se compara con la abundancia de rocas vítreas félsicas como la obsidiana.